# Кожевня (Донецкая область)
Кожевня (укр. Кожевня) — посёлок в Шахтёрском районе Донецкой области Украины. Под контролем самопровозглашённой Донецкой Народной Республики.

## География
Посёлок расположен на левом берегу реки под названием Миус. К югу от посёлка проходит граница между Украиной и Россией.

#### Соседние населённые пункты по странам света
С: Дмитровка (выше по течению Миуса)
СЗ: Мариновка, Латышево
СВ: Дибровка, Верхний Кут
З: Красная Заря
В: —
ЮЗ: Примиусский (ниже по течению Миуса) — Российская Федерация
ЮВ: —
Ю: —

## Население
Население по переписи 2001 года составляло 42 человека.

## Общие сведения
Почтовый индекс — 86262. Телефонный код — 6255. Код КОАТУУ — 1425282305.

## Местный совет
86262, Донецкая область, Шахтёрский р-н, с. Дмитровка, ул. Центральная, 46; тел. 97-1-42.